# Mai 1841

## Événements
- 3 mai, France : loi sur l'expropriation pour cause d'utilité publique, instrument juridique essentiel pour la politique d'urbanisme.

- 4 mai :
  - Un consulat britannique est établi à Zanzibar (Atkins Hamerton).
  - Alexis de Tocqueville s'embarque avec son frère Hippolyte et Gustave de Beaumont à Toulon, afin d'effectuer le voyage en Algérie qu'il projetait depuis un an. À Alger, Tocqueville est frappé par l'activité bourdonnante, la diversité de langues et de peuples qui règnent dans la ville.

- 15 mai : départ d'Alexis de Tocqueville d'Alger par mer en compagnie du général Bugeaud, qui partait attaquer Tagdempt, capitale de l'émir d'Algérie Abd el-Kader. Tocqueville gagne Mostaganem où il rencontre le général Lamoricière avec lequel il est en relation depuis plusieurs années, grâce aux liens de cet officier avec Louis de Kergorlay, camarade de promotion. Officier des bureaux arabes, Lamoricière, engagé depuis 1830 dans la plupart des opérations militaires en Algérie, a fait l'effort de connaître le pays.

- 18 mai : Thomas-Robert Bugeaud part en campagne contre l'émir Abd el-Kader. Tocqueville, dont la santé est chancelante, ne peut l'accompagner ; c'est pour lui un « crève-cœur ». II part pour Oran puis Mers el-Kébir, accompagné de Beaumont.

- 22 mai : Alexis de Tocqueville est de retour à Alger. Un retard du paquebot qui devait l'emmener à Bône lui donne l'occasion d'enquêter sur l'état du pays auprès des fonctionnaires civils et de quelques Arabes.

- 24 mai : Gobineau va commencer « un ouvrage assez long en prose ». « Ce serait l'histoire des capitaines italiens du XVIe siècle. […1 J'ai toujours raffolé des condottieri. J'ai déjà marqué dans ma pensée Piccinino, Strozzi, Sforza, Trivulzio, Jean de Médicis et surtout le trois fois illustre César de Valentinois si calomnié de nos jours et des siens. »

- 28 mai : embarquement d'Alexis de Tocqueville pour Philippeville. « Une côte comme j'en ai vu peu dans ma vie. Cette partie de l'Algérie est infiniment plus belle que les autres », écrit-il à son frère Édouard le 30 mai.

- 31 mai :
  - France : exécution de Darmès, auteur de l’attentat manqué du 15 octobre 1840;
  - Alexis de Tocqueville part avec un convoi vers Constantine, mais, atteint de dysenterie, doit renoncer à enquêter sur les opérations militaires de pacification.

## Naissances
- 1er mai : Alfred-Édouard Billioray, personnalité de la Commune de Paris et peintre français († 27 février 1877).
- 3 mai : Ivan Pranishnikoff, peintre, illustrateur et archéologue russe († 16 avril 1909).
- 7 mai : Gustave Le Bon (mort en 1931), anthropologue et psychologue français.
- 22 mai : Catulle Mendès, écrivain français.

## Décès
- 31 mai : George Green (né en 1793), physicien britannique.